# Pommerœul
Pommerœul est une section de la commune belge de Bernissart située en Région wallonne dans la province de Hainaut.
Elle annexa en 1965 la commune de Ville-Pommerœul, puis fusionna en 1977 avec celle de Bernissart.

## Géographie

### Situation
Connu pour ses vestiges gallo-romains, le village de Pommerœul présente un relief contrasté. L'altitude y varie de 17 mètres au niveau du canal Mons-Condé, qui longe le sud du territoire, jusqu'à 81 mètres dans la forêt de Stambruges, située au nord. Pommerœul se trouve à environ 29 kilomètres de Tournai et 18 kilomètres de Mons.

### Cours d'eau
Le village est traversé par plusieurs cours d’eau : le canal Nimy-Blaton-Péronnes au centre, les canaux Pommerœul-Antoing et Mons-Condé à l’ouest, ainsi que la Haine au sud-est. Ces voies d’eau, aménagées entre le XVIIIᵉ et le XIXᵉ siècle, faisaient partie du réseau fluvial développé pour le transport de marchandises dans la région.

### Transports
Le village de Pommerœul est desservi par plusieurs infrastructures de transport. La ligne ferroviaire 78, qui relie Mons à Tournai, traverse le village et y comprend une gare centrale, mise en service au XIXᵉ siècle pour faciliter les déplacements des habitants et soutenir l’acheminement de marchandises, notamment liées à l’industrie locale.
Pommerœul est également accessible via la route nationale N50, un axe structurant entre Mons et Tournai, et se situe à proximité des autoroutes A16 (E42) et A7 (E19), qui ont renforcé à partir du XXᵉ siècle les connexions régionales et internationales, en direction de Liège, Bruxelles et la France.

## Évolution démographique
- Sources : INS, Rem. : 1831 jusqu'en 1970 = recensements, 1976 = nombre d'habitants au 31 décembre.
- 1970: Annexion de Ville-Pommerœul en 1965

## Histoire

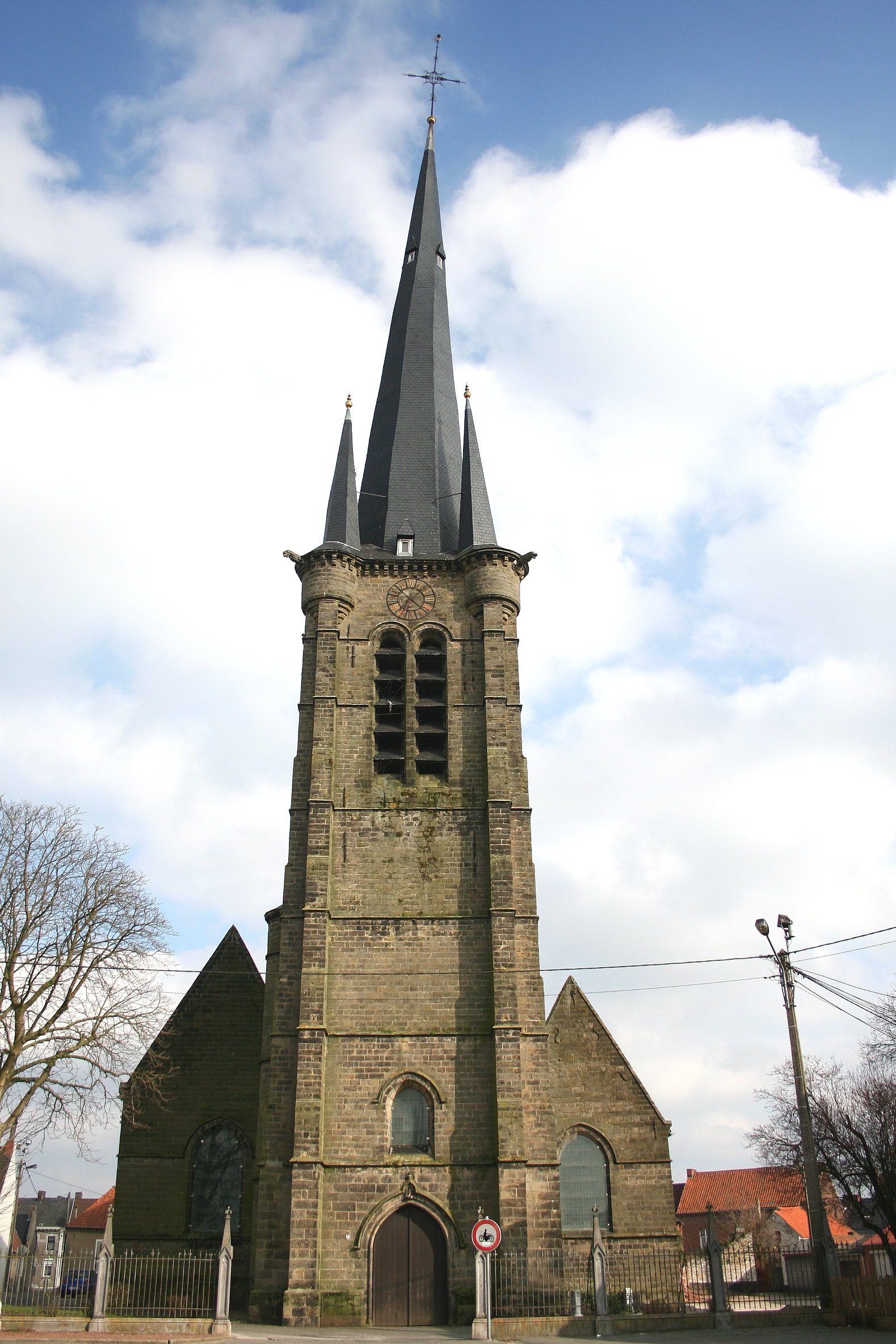
L'église Notre-Dame (XVe siècle).

Des fouilles archéologiques d'importance y ont été faites à partir de juillet 1975 à la suite de l'exhumation de vestiges antiques lors du creusement du canal Hensies-Pommerœul. Les vestiges les plus anciens se rattachent à l'époque de la Tène. La plupart d'entre eux témoignent cependant de l'existence d'une bourgade portuaire qui se développa du Ier au IIIe siècle au croisement de la chaussée Bavay/Blicquy et de la Haine, rivière qui était alors navigable. Un des vestiges retrouvés est unique en Belgique, il s'agit d'un chaland (un bateau à fond plat, ancêtre des péniches actuelles). Le site n'est pas classé. Le chaland et d'autres objets issus des fouilles sont présentés à l'Espace gallo-romain d'Ath.
Le 24 août 1914, l'armée impériale allemande exécute 15 civils et détruit 23 maisons, lors des atrocités allemandes commises au début de l'invasion.L'unité mise en cause est peut-être le 165e RI- Régiment d'Infanterie-.

## Patrimoine et culture

### Culture
Festivités du 15 août à Pommerœul font aussi sa réputation.